# Laphroaig
Laphroaig (AFI: /ləˈfrɔɪɡ/ⓘ, ləFROYG) é uma destilaria de whisky escocês single malt de Islay e recebe o nome da área onde se localiza, às margens do Loch Laphroaig, na costa meridional da ilha de Islay.
Não se conhece o significado do topônimo, porém uma derivação comumente proposta menciona os elementos "lag" ("vazio", em gaélico), "breid" ("amplo", "largo", em nórdico) e "vik" ("baía", em norueguês), implicando uma forma gaélica original semelhante a "Lag Bhròdhaig" ("o vazio da Baía Larga"). Alternativamente, o nome pode estar associado a outro topônimo da costa leste de Islay, "Pròaig", que também significaria "baía larga".

## História
A destilaria Laphroaig foi fundada em 1815 por Donald e Alexander Johnston. Os Johnston que a fundaram pertenciam ao Clã Donald, e talvez mais precisamente do ramo dos MacIain de Ardnamurchan branch do clã. A família anglicizou seu nome para Johnston.
Seus descendentes administraram a destilaria até 1887, quando ela passou para a família Hunter. Estes a administraram até 1954, quando Ian Hunter, que não teve filhos, morreu e deixou-a para um de seus diretores, Bessie Williamson.
A destilaria foi vendida para a empresa Long John International, na década de 1960, tornando-se parte integrante da Allied Domecq. Esta marca, por sua vez, foi adquirida pela Fortune Brands em 2005, como uma das marcas desapossadas pela Pernod Ricard para conseguir obter aprovação regulamentar de sua aquisição da Allied Domecq.
Laphroaig é o único uísque a portar a Royal Warrant ("Garantia Real") do Príncipe de Gales, que foi outorgada pelo próprio durante uma visita à destilaria em 1994. A variedade de 15 anos produzida ali seria a favorita do príncipe. 